# María Montt
María Ignacia Montt Blanchard (* 23. Februar 1996) ist eine chilenische Leichtathletin, die sich auf den Sprint spezialisiert hat.

## Sportliche Laufbahn
Erste internationale Erfahrungen sammelte María Montt im Jahr 2012, als sie bei den Jugendsüdamerikameisterschaften in Mendoza in 12,61 s den vierten Platz im 100-Meter-Lauf belegte und über 200 Meter in 25,33 s Rang fünf erreichte. 2015 klassierte sie sich bei den Juniorensüdamerikameisterschaften in Cuenca mit 12,20 s bzw. 25,12 s jeweils auf dem siebten Platz über 100 und 200 Meter und gewann mit der chilenischen 4-mal-100-Meter-Staffel in 46,23 s die Bronzemedaille und belegte mit der 4-mal-400-Meter-Staffel mit 3:52,84 min auf Rang vier. 2018 schied sie bei den U23-Südamerikameisterschaften ebendort mit 12,24 s im Vorlauf über 100 Meter aus und gewann in der 4-mal-100-Meter-Staffel in 45,55 s die Silbermedaille hinter dem Team aus Ecuador und wurde in der 4-mal-400-Meter-Staffel in 3:44,82 min Vierte. Im Jahr darauf nahm sie an der Sommer-Universiade in Neapel teil und schied dort mit 12,43 s in der ersten Runde über 100 Meter aus und wurde im 200-Meter-Lauf in der Vorrunde disqualifiziert. Zudem verpasste sie in der 4-mal-100-Meter-Staffel mit 46,15 s den Finaleinzug. 2021 belegte sie dann bei den Südamerikameisterschaften in Guayaquil in 11,77 s den fünften Platz über 100 Meter und wurde über 200 Meter im Vorlauf disqualifiziert. Im Jahr darauf schied sie bei den Ibero-Amerikanischen Meisterschaften in La Nucia mit 11,51 s und 24,42 s jeweils im Vorlauf über 100 und 200 Meter aus. Anschließend belegte sie bei den Juegos Bolivarianos in Valledupar in 12,76 s den achten Platz über 100 Meter und gelangte über 200 Meter mit 23,98 s auf Rang sechs. Im Oktober nahm sie an den Südamerikaspielen in Asunción teil und gewann dort in 45,04 s gemeinsam mit Macarena Borie, Isidora Jiménez und Javiera Cañas die Silbermedaille hinter Kolumbien.
2023 nahm sie an den Panamerikanischen Spielen in Santiago de Chile teil und schied dort mit 11,84 s im Vorlauf aus und gewann mit der 4-mal-100-Meter-Staffel in 44,19 s gemeinsam mit Anaís Hernández, Isidora Jiménez und Martina Weil die Silbermedaille hinter dem kubanischen Team. Im Jahr darauf wurde sie bei den World Athletics Relays in Nassau in 44,40 s Sechste im B-Lauf in der 2. Qualifikationsrunde über 4-mal 100 Meter für die Olympischen Spiele. Kurz darauf schied sie bei den Ibero-Amerikanischen Meisterschaften in Cuiabá mit 11,44 s im Vorlauf über 100 Meter aus und gewann im Staffelbewerb in 44,56 s die Bronzemedaille hinter den Teams aus Brasilien und Kolumbien. 2025 belegte sie bei den Hallensüdamerikameisterschaften in Cochabamba in 7,32 s den vierten Platz über 60 Meter. Ende April gewann sie bei den Südamerikameisterschaften in Mar del Plata in 11,33 s die Bronzemedaille über 100 Meter hinter der Brasilianerin Vitória Cristina Rosa und Anahí Suárez aus Ecuador und kam im Staffelbewerb nicht ins Ziel.
In den Jahren von 2020 bis 2022 sowie 2024 und 2025 wurde Montt chilenische Meisterin im 100-Meter-Lauf sowie 2022 auch über 200 Meter und 2019 und 2025 in der 4-mal-100-Meter-Staffel.

## Persönliche Bestzeiten
- 100 Meter: 11,33 s (+1,2 m/s), 25. April 2025 in Mar del Plata
  - 60 Meter (Halle): 7,32 s, 22. Februar 2025 in Cochabamba
- 200 Meter: 23,17 s (+1,2 m/s), 25. Mai 2024 in Bogotá
  - 200 Meter (Halle): 24,27 s, 11. Januar 2025 in Luxemburg